# Penobscot and Kennebec Railroad
Die Penobscot and Kennebec Railroad war eine Eisenbahngesellschaft in Maine (Vereinigte Staaten). Sie wurde am 7. April 1845 gegründet und betrieb eine 88,8 Kilometer lange Eisenbahnstrecke von Waterville nach Bangor. Da in Waterville die Androscoggin and Kennebec Railroad anschloss, entschied man sich, die gleiche Spurweite von 1676 mm zu verwenden. Der Bau begann im Jahre 1852 und die Strecke wurde bis August 1855 fertiggestellt.
Am 30. November 1856 wurde die Penobscot&Kennebec durch die Androscoggin and Kennebec Railroad für 20 Jahre gepachtet. Nachdem der Bau weiterer Strecken beschlossen wurde, fusionierten die beiden Gesellschaften am 28. Oktober 1862 zur Maine Central Railroad. Die Strecke wurde 1871 auf Normalspur umgespurt und wird heute von den Pan Am Railways benutzt.